# Przyjma
Przyjma [pronunciación en polaco: /ˈpʂɨi̯ma/] (en alemán: Haltersdorf) es un pueblo en el distrito administrativo de Gmina Mogilno, dentro del Distrito de Mogilno, Voivodato de Cuyavia y Pomerania, en el centro-norte de Polonia. Se encuentra aproximadamente 8 kilómetros al oeste de Mogilno y 55 kilómetros al sur de Bydgoszcz.